# SV Fortuna Wormerveer
Le SV Fortuna Wormerveer est un club de football amateur des Pays-Bas situé à Wormerveer. Il dispose notamment d'une séction féminine.

## Palmarès
- Vainqueur de la Coupe des Pays-Bas (4) : 1993, 1996, 2003, 2006
- Finaliste de la Supercoupe des Pays-Bas (1) : 2006